# Ngọc Chấn
Ngọc Chấn là một xã thuộc huyện Yên Bình, tỉnh Yên Bái, Việt Nam.
Xã Ngọc Chấn có diện tích 29,72 km², dân số năm 2019 là 2.378 người, mật độ dân số đạt 80 người/km².